# سوزان بروکس
سوزان بروکس (به انگلیسی: Susan Brooks) نمایندهٔ حوزه انتخابیه پنجم ایندیانا از حزب جمهوری‌خواه ایالات متحده آمریکا در مجلس نمایندگان ایالات متحده آمریکا است که برای نخستین‌بار در ۶ ژانویه ۲۰۱۳ میلادی به‌عضویت این مجلس درآمد.